# Omomyidae
Omomyidae ist eine sehr artenreiche Familie der Primaten, die ihre Blütezeit im Eozän hatte und im frühen Oligozän ausstarb. Fossilien sind aus Europa, Asien und Nordamerika bekannt.
Die Omomyiden waren mit den Koboldmakis verwandt und werden meist in dieselbe Teilordnung (Tarsiiformes) gestellt. Sie gelten als die frühesten bisher fossil belegten Vertreter der Trockennasenprimaten, sind aber weder Vorfahren der Neuweltaffen noch der Altweltaffen, sondern stellen gemeinsam mit den Koboldmakis einen spezialisierten Seitenzweig dar.
Die meisten Omomyiden waren kleiner als die gleichzeitig lebenden Adapiformes. Sie erreichten durchschnittlich ein Gewicht von 50 bis 500 g, nur wenige Arten erreichten ein Gewicht von 1,0 bis 2,5 kg. Omomyiden werden in der Regel in drei Unterfamilien eingeteilt. Das sind zum einen die vor allem in Nordamerika gefundenen Anaptomorphinae und Omomyinae und zum anderen die ausschließlich aus Europa bekannten Microchoerinae.
Die bekannteste Gattung der Familie ist Necrolemur, dessen Überreste in Frankreich und Deutschland gefunden wurden. Die Gattung Necrolemur ist durch große Augen, kräftige Hinterbeine und einen langen Schwanz gekennzeichnet, Merkmale die man auch bei rezenten Koboldmakis findet, die ausgezeichnete Springer sind.

## Zähne
Basierend auf der Morphologie des Gebisses geht man davon aus, dass sich die Omomyiden genau wie rezente Koboldmakis von Insekten ernährt haben. Mit Ausnahme der Frontzähne ähnelt das Gebiss der Omomyiden heute lebenden Koboldmakis. Die Eckzähne sind in der Regel reduziert und die vorderen Schneidezähne oft vergrößert, während bei Koboldmakis die Situation umgekehrt ist. Die primitivsten Omomyiden gehören zur holarktischen Gattung Teilhardina und zur nordamerikanischen Gattung Steinius. Sie hatten die gleiche untere Zahnformel (2.1.4.3) wie die frühen Adapiformes und die Zähne zeigen nur feine Unterschiede zur primitiven adapoiden Gattung Donrussellia, was auf eine enge gemeinsame Abstammung schließen lässt.

## Innere Systematik
- Familie Omomyidae
  - Ekgmowechashala[2]
  - Altanius
  - Altiatlasius
  - Kohatius
  - Unterfamilie Anaptomorphinae
    - Tribus Trogolemurini
      - Trogolemur
      - Sphacorhysis

    - Tribus Anaptomorphini
      - Arapahovius
      - Tatmanius
      - Teilhardina
      - Anemorhysis
      - Chlororhysis
      - Tetonius
      - Pseudotetonius
      - Absarokius
      - Anaptomorphus
      - Aycrossia
      - Strigorhysis
      - Mckennamorphus
      - Gazinius

  - Unterfamilie Microchoerinae
    - Indusius
    - Nannopithex
    - Pseudoloris
    - Necrolemur
    - Microchoerus

  - Unterfamilie Omomyinae
    - Huerfanius
    - Mytonius
    - Nesomomys[3]
    - Palaeacodon
    - Tribe Rooneyini
      - Rooneyia

    - Tribus Steiniini
      - Steinius

    - Tribus Uintaniini
      - Jemezius
      - Uintanius

    - Tribus Hemiacodontini
      - Hemiacodon

    - Tribus Omomyini
      - Chumachius
      - Omomys
      - Saskomomys[4]

    - Tribus Microtarsiini
      - Yaquius
      - Macrotarsius[5]

    - Tribus Washakiini
      - Loveina
      - Shoshonius
      - Washakius
      - Dyseolemur

    - Tribus Utahiini
      - Asiomomys
      - Utahia
      - Stockia
      - Chipataia
      - Ourayia
      - Wyomomys
      - Ageitodendron